# 土屋惠史
土屋 惠史（つちや よしひと、1967年4月23日 - ）は、北海道文化放送 (UHB) の元アナウンサー。名前は、異体字で土屋 恵史とも記す。

## 来歴
静岡県伊東市出身。明治大学卒業。
大学を卒業後、1990年に北海道文化放送に入社。各種スポーツ中継の実況とリポートを担当していたが、2009年3月をもってアナウンス職を離れた。

## 担当番組
- 週刊コンサドーレ
- 情報パラBOX
- Fの炎〜ファイターズ通信〜 → スポーツワイド Fの炎〜SPORT HOKKAIDO〜
- 朗読
- BASEBALL SPECIAL〜野球道〜（北海道日本ハムファイターズ戦）
- Jリーグ中継（コンサドーレ札幌戦）
- 東日本女子駅伝中継
- UHBニュース